# Episodi di Celebrity Deathmatch (quinta stagione)
La quinta stagione della serie animata Celebrity Deathmatch, composta da 8 episodi, è stata trasmessa negli Stati Uniti, da MTV, dal 10 giugno al 29 luglio 2006.
In Italia è stata trasmessa dal 15 gennaio al 12 marzo 2007 su MTV.
| nº | Titolo originale                                   | Titolo italiano | Prima TV USA   | Prima TV Italia  |
| -- | -------------------------------------------------- | --------------- | -------------- | ---------------- |
| 1  | Celebrity Deathmatch: Bigger and Better Than Ever! |                 | 10 giugno 2006 | 15 gennaio 2007  |
| 2  | The Changing of the Guard                          |                 | 17 giugno 2006 | 22 gennaio 2007  |
| 3  | Sibling Slaughterhouse                             |                 | 24 giugno 2006 | 29 gennaio 2007  |
| 4  | Shaq vs. Kobe                                      |                 | 1º luglio 2006 | 12 febbraio 2007 |
| 5  | Night of Comedy Comeback                           |                 | 8 luglio 2006  | 19 febbraio 2007 |
| 6  | Stand-up vs. Smack Down                            |                 | 15 luglio 2006 | 26 febbraio 2007 |
| 7  | When Animals Attack                                |                 | 22 luglio 2006 | 5 marzo 2007     |
| 8  | Season Finale                                      |                 | 29 luglio 2006 | 12 marzo 2007    |

## Celebrity Deathmatch: Bigger and Better Than Ever!
Paris Hilton vs. Nicole Richie, Bam Margera vs. Tony Hawk, il vincitore di questo scontro vs. Don Vito

## The Changing of the Guard
Bono vs. Chris Martin, Ashton Kutcher vs. Bruce Willis, Robert De Niro vs. James Gandolfini

## Sibling Slaughterhouse
Charlie Sheen vs. Colin Farrell, Simon Cowell vs. Ryan Seacreast, Jack e Kelly Osbourne vs. Mary-Kate e Ashley Olsen

## Shaq vs. Kobe
Missy Elliott vs. Gwen Stefani, Kevin Federline vs. Justin Timberlake, Kobe Bryant vs. Shaquille O'Neal

## Night of Comedy Comeback
Ali G vs. Jamie Kennedy, Rodney Dangerfield vs. Rob Schneider, Adam Sadler vs. Ben Stiller

## Stand-up vs. Smack Down
Paul Teutul, Sr. vs. Xzibit, Jack Black vs. Jack White, Chris Rock vs. Dwayne “The Rock” Johnson

## When Animals Attack
Chris Farley vs. Horatio Sanz, Adam West vs. Christian Bale, Jamie Foxx vs. Ray Charles

## Season Finale
William hung vs. Ricky Martin, Pamela Anderson vs. Tommy Lee, Jason Acuña vs. Verne Troyer